# Crepidotus candidus
Crepidotus candidus är en svampart som beskrevs av Capelari 2006. Crepidotus candidus ingår i släktet rödmusslingar och familjen Inocybaceae.   Inga underarter finns listade i Catalogue of Life.